# محمد خذ حقيبتك (مسرحية)
محمد خذ حقيبتك أو محمد إرحل من أشهر المسرحيات المثيرة للجدل التي ألفها كاتب ياسين سنوات السبعينيات أي بعد تأميم المحروقات في الجزائر والتي تتظرق الطبقات الكادحة من المهاجرين الجزائريين بفرنسا لكن مناوئي كاتب ياسين رأوها تهجما على العرب في شمال إفريقيا .